# Necky

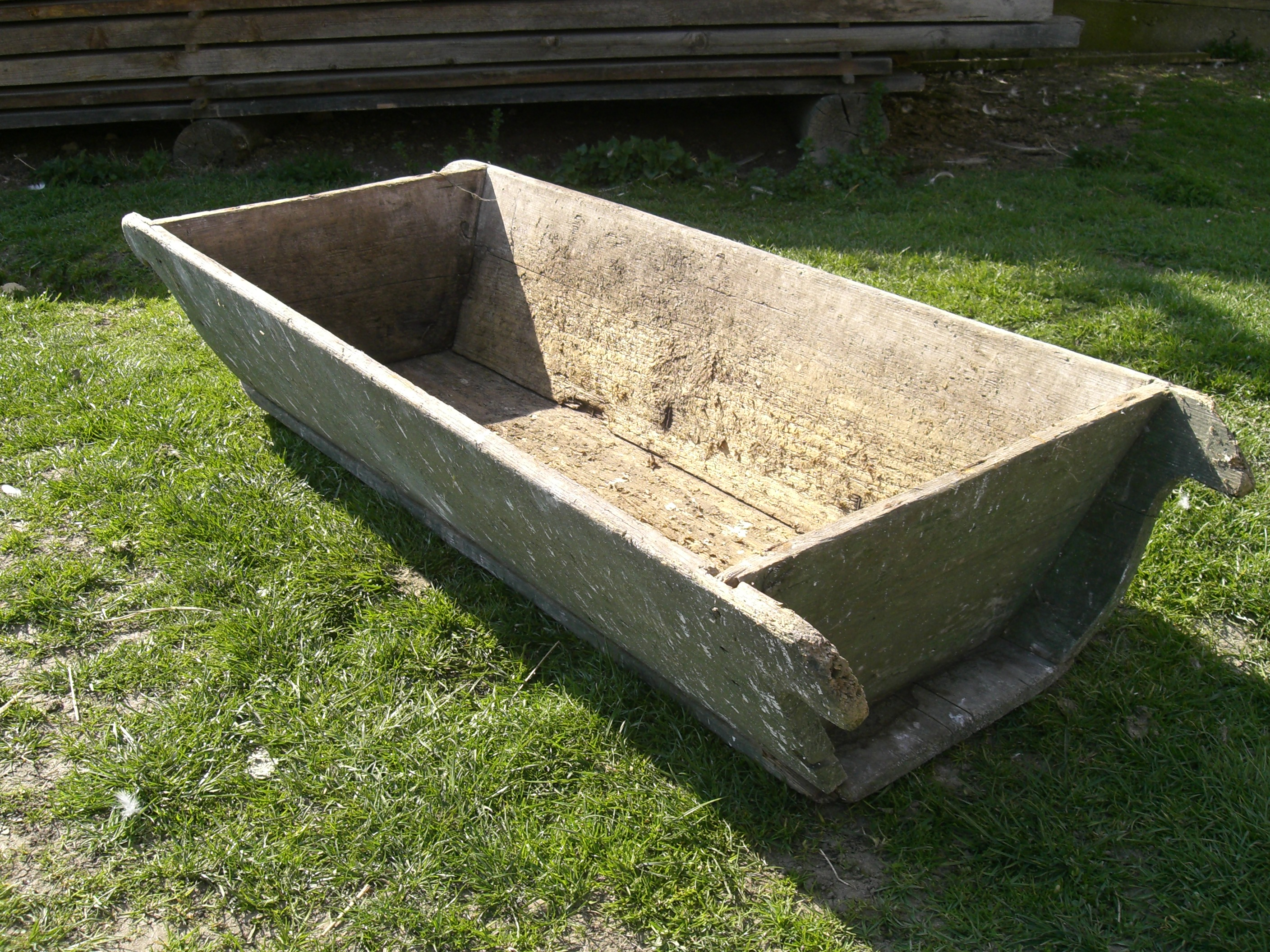
Necky

Necky či troky jsou nízká, shora otevřená nádoba podlouhlého tvaru. Necky jsou obvykle vyrobeny ze dřevěných prken. Někdy se jim říká také vantroky či troky, ale tento pojem je užíván i pro součást mlýnů.
Necky byly obvykle vyrobeny z trojice prken, která tvoří dno a boky a dvou prken tvořících čela. Postranní prkna mohla přesahovat čela a být seříznuta do tvaru rukojetí. Obvyklé rozměry jsou přibližně: délka 1,5 m, šířka 50 cm a výška kolem 30 cm.
Boky a čela mají na hranách přiléhajících ke dnu drážky, ve kterých býval motouz. Sloužil k tzv. zatažení, k utěsnění, aby nevytékala z necek voda.
Necky patřily v minulosti k základnímu vybavení hospodářství. Sloužily především jako nádoba na vodu, s níž bylo třeba pracovat. Necky sloužily k především ručnímu praní oděvů, ale také jako nádoba na koupání (předchůdce vany), velká nádoba při zabíjačkách a k mnoha dalším činnostem.